# すれ違いの純情
『すれ違いの純情』（すれちがいのじゅんじょう）は、T-BOLANの8作目のシングル。

## 概要
「サヨナラから始めよう」以来となる織田哲郎作曲のミディアムバラード。ちなみに、初週の売上26.7万枚は自身2番目で、2週目の売上17.2万枚は自身最高を記録している（オリコン調べ）。
前作からのリリース間隔が1か月と短く、発売週は2曲同時にチャートトップ20に入った。
AXIA（富士フイルムイメージング株式会社）CFイメージソング。

## 収録曲
1. すれ違いの純情
作詞:森友嵐士 作曲:織田哲郎 編曲:T-BOLAN・葉山たけし
2. Happiness
作詞･作曲:森友嵐士 編曲:T-BOLAN・明石昌夫

## 楽曲の収録アルバム
- HEART OF STONE (#1)
- 夏の終わりにII 〜Lookin' for the eighth color of the rainbow〜 (#1、Acoustic version)
- SINGLES (#1)
- T-BOLAN FINAL BEST GREATEST SONGS & MORE (#1)
- complete of T-BOLAN at the BEING studio (#1,2)
- BEST OF BEST 1000 T-BOLAN (#1)
- T-BOLAN BEST HITS (#1)
- LEGENDS (#1)
- ADDITIONAL DISC (#2)
- T-BOLAN 〜夏の終わりに BEST〜 LOVE SONGS+1 & LIFE SONGS (#1,2、#1はAcoustic version)
- T-BOLAN COMPLETE SINGLES 〜SATISFY〜 (#1)